# Samantha Warriner
Samantha Warriner (Alton, 1º agosto 1971) è una triatleta neozelandese.

## Carriera
Si è laureata campionessa del mondo di aquathlon nel 2004 a Madeira e nel 2009 a Gold Coast.
Nel 2005 ha vinto le gare di coppa del mondo di Amburgo e di Ishigaki.
L'anno successivo ha vinto la medaglia d'argento ai Giochi del Commonwealth di Melbourne alle spalle della campionessa uscente, l'australiana Emma Snowsill, e davanti alla connazionale Andrea Hewitt. Nello stesso anno ha vinto la gara di coppa del mondo di Salford ed è arrivata 3ª sia a Edmonton che a Ishigaki.
Nel 2007 ha vinto le gare di coppa di Vancouver e di Tiszaujvaros.
Nel 2008 si è aggiudicata altre due gare di coppa del mondo, rispettivamente quella di Huatulco e quella di Tongyeong. Nello stesso anno, ha vinto la medaglia di bronzo ai mondiali di Vancouver del 2008 con un tempo di 2:02:32; gara vinta dalla britannica Helen Jenkins con un tempo di 2:01:37, 4" davanti all'americana Sarah Haskins.
Nel 2009 ha ottenuto un buon 7º posto alla gara della serie dei campionati del mondo di Madrid, ed un 8º posto a quella di Tongyeong. Nello stesso anno si è classificata 9ª ai mondiali di Duathlon di Concord.

### Le Olimpiadi
Atene 2004: Samantha ha partecipato alla sua prima olimpiade per la Nuova Zelanda ai giochi olimpici di Atene. Nella prima frazione ha lamentato un ritardo di quasi un minuto dalle prime, realizzando intorno al 20º tempo assoluto. Non è riuscita a colmare nella seconda frazione il gap di ritardo. Nella frazione podistica finale corre i 10 km previsti in 38'15", classificandosi al 18º posto assoluto.
Pechino 2008: Samantha ha rappresentato la Nuova Zelanda ai giochi olimpici di Pechino. Alla sua seconda partecipazione ai giochi olimpici, è uscita dall'acqua con le primissime ed è rimasta nelle posizioni di testa fino alla fine del percorso ciclistico. Nella frazione finale, ha avuto un cedimento che l'ha portata a correre i 10 km previsti in 36'55", classificandosi al 16º posto assoluto.

## Titoli
- Coppa del mondo di triathlon - 2008
- Campionessa del mondo di aquathlon (Élite) - 2004, 2009
- Ironman
  - New Zealand - 2011
- Ironman 70.3
  - Geelong - 2009
  - Steelhead - 2009
  - New Orleans - 2010
  - Eagleman - 2010
  - Racine - 2010